# Robert Henry (Historiker)

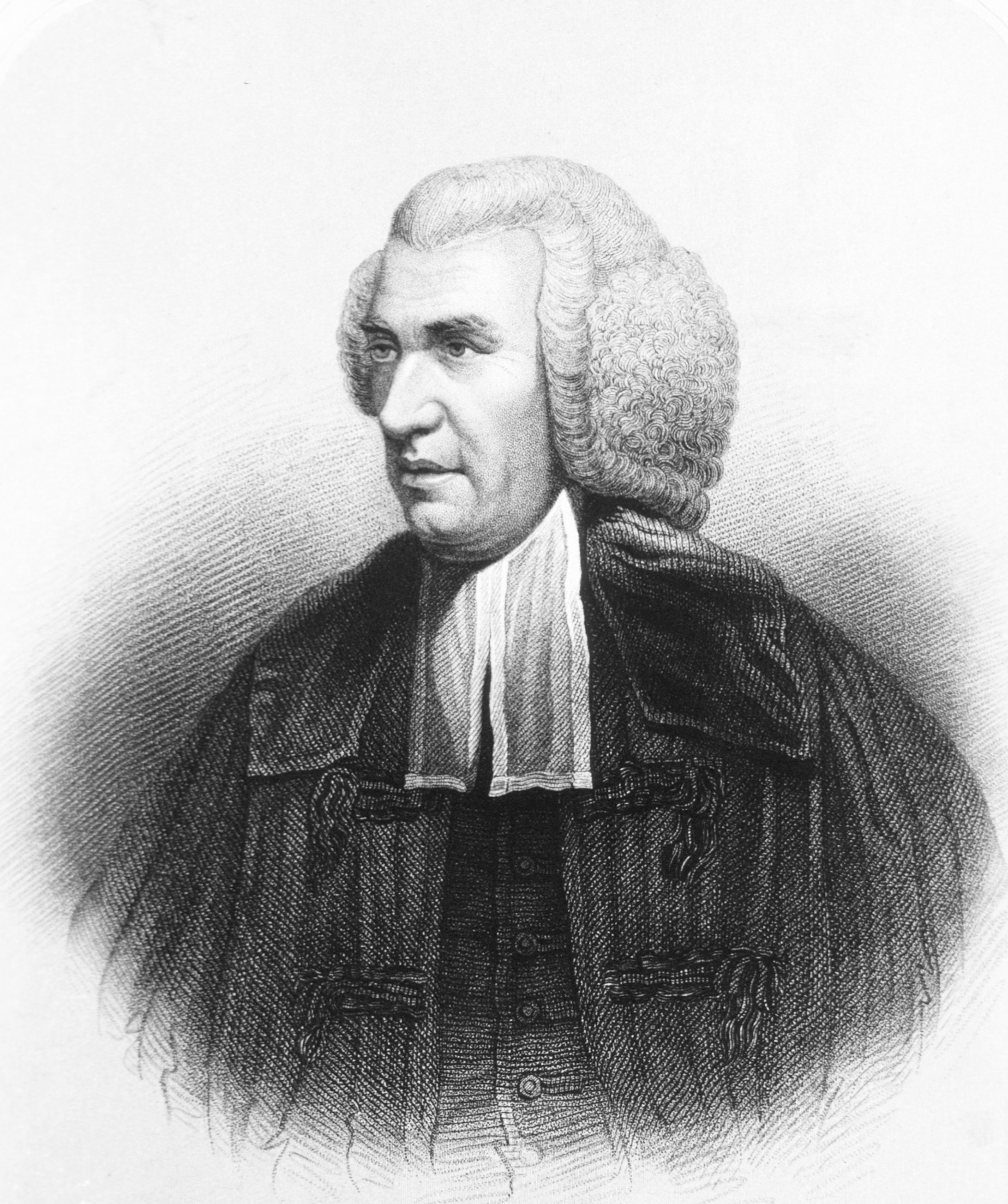
Robert Henry

Robert Henry (* 18. Februar 1718 in St Ninians, Stirlingshire; † 24. November 1790 in Edinburgh) war ein schottischer Historiker.

## Leben und Wirken
Robert Henry war der Sohn des Farmers James Henry aus Muirtown in Stirlingshire und dessen Frau Jean geb. Galloway. Er besuchte Schulen in St Ninians und Stirling und studierte an der Universität Edinburgh. Danach trat er in den Dienst der Church of Scotland. Er arbeitete ab 1738 an der Greyfriars Kirk in Edinburgh, erhielt 1748 die Ordination und 1771 den Doctor of Divinity der Universität Edinburgh. Im Jahr 1774 war er Moderator der General Assembly (Synode) der Church of Scotland. 1783 wurde er zum Fellow der Royal Society of Edinburgh gewählt.
Sein Hauptwerk ist die sechsbändige History of Great Britain, die ab 1771 veröffentlicht wurde. Sie behandelt den Zeitraum von der römischen Eroberung (55 v. Chr.) bis zum Ende der Regentschaft von Heinrich VIII. (1547). Dabei verfolgte Henry ein neues Konzept, indem er Themengebiete wie Zivilgeschichte, Militärgeschichte oder Gesellschaftsgeschichte jeweils einzeln chronologisch abhandelte. Das Werk erschien in mehreren Auflagen bei unterschiedlichen Verlagen und wurde in die französische Sprache übersetzt. Es wurde 1796 durch James Pettit Andrews ergänzt um den Zeitraum bis zur Inthronisation von James VI. von Schottland als englischer König James I. im Jahr 1603.

## Schriften
- Revelation the most effectual means of civilizing and reforming mankind. A sermon, preached before the Society in Scotland for Propagating Christian Knowledge, at their anniversary meeting, in the High Church of Edinburgh, on Saturday, June 5. 1773. Edinburgh 1773, OCLC 507971884.
- The History of Great Britain, from the  First Invasion of it by the Romans under Julius Caesar. 6 Bände. Printed for the author and sold by T. Cadell, London 1771, 1774, 1777, 1781, 1785, 1793. (Der sechste Band wurde von Malcolm Laing vervollständigt und herausgegeben.)
  - The History of Great Britain, from the First Invasion of it by the Romans Under Julius Caesar: Written on a New Plan. Ab der 2. Auflage in 6 Bänden zu je 2 Halbbänden herausgegeben.
  - Band 1, 2. Auflage. P. Byrne, J. Jones, Dublin 1789 (books.google.de).
  - Band 2, 2. Auflage. P. Byrne, J. Jones, Dublin 1789 (archive.org).
  - Band 4, 3. Auflage. A. Strahan, London 1800 (archive.org).
  - 6. Auflage in 12 Halbbänden. (catalog.hathitrust.org)